# Johann Alker von Ollenburg
Johann Ritter Alker von Ollenburg, avstrijski general, * 11. april 1811, † 24. september 1891.

## Življenjepis
1. avgusta 1877 je bil upokojen s činom častnega generalmajorja.

## Pregled vojaške kariere
Napredovanja
- častni generalmajor: 1. avgust 1877